# Unione Sportiva Pontedera 1939-1940
Questa voce raccoglie le informazioni riguardanti l'Unione Sportiva Pontedera nelle competizioni ufficiali della stagione 1939-1940.

## Rosa
| N. |                   | Ruolo | Calciatore          |
| -- | ----------------- | ----- | ------------------- |
|    | Italia (bandiera) | P     | Natale Antognoli    |
|    | Italia (bandiera) | C     | Araldo Caprili      |
|    | Italia (bandiera) | C     | Silvano Frediani    |
|    | Italia (bandiera) | D     | Ranieri Ghelardi    |
|    | Italia (bandiera) | A     | Silvano Jacoponi    |
|    | Italia (bandiera) | A     | Sergio Mansani      |
|    | Italia (bandiera) | D     | Pier Franco Monacci |
|    | Italia (bandiera) | A     | Silvio Nassi        |

| N. |                   | Ruolo | Calciatore         |
| -- | ----------------- | ----- | ------------------ |
|    | Italia (bandiera) | D     | Vasco Orazzini     |
|    | Italia (bandiera) | C     | Piero Pampaloni    |
|    | Italia (bandiera) | D     | Renato Pasquinucci |
|    | Italia (bandiera) | P     | Oliviero Pirani    |
|    | Italia (bandiera) | C     | Vilmo Tosi         |
|    | Italia (bandiera) | D     | Ivo Ulivieri       |
|    | Italia (bandiera) | A     | Sergio Ulivieri    |
|    | Italia (bandiera) | C     | Riego Vespi        |